# Dumbrava (Prahova)
Dumbrava é uma comuna romena localizada no distrito de Prahova, na região de Muntênia. A comuna possui uma área de 63.56 km² e sua população era de 4499 habitantes segundo o censo de 2007.